# Easy Living
Easy Living (bra: Garota de Sorte; prt: Uma Pequena Feliz) é um filme estadunidense de 1937, do gênero comédia maluca (screwball comedy), dirigido por Mitchell Leisen e estrelado por Jean Arthur. O filme se equilibra entre a tendência para o pastelão, típica do roteirista Preston Sturges, e o refinamento do diretor Leisen.  A crítica ressalta a inteligência, a inventividade e o ritmo perfeito, além do entrosamento do elenco, como fatores que fizeram do filme uma das grandes comédias da década.
A canção Easy Living, de Ralph Rainger e Leo Robin tornou-se um standard do jazz. No filme, ela é apresentada apenas  instrumentalmente; no mesmo ano, porém, Billie Holliday gravou-a e fez dela um grande sucesso, tendo alcançado a décima quinta posição nas paradas.

## Sinopse
Ao discutir com a esposa, o banqueiro milionário J. B. Ball atira pela janela o casaco de peles pelo qual ela pagara cinquenta e oito mil dólares. O casaco cai na cabeça de Mary Smith, uma jovem da classe trabalhadora, e estraga seu chapéu. Ball compra-lhe um novo e lhe dá de presente o casaco, que ela julga falso (o chapéu também). Depois, leva-a de limusine para o trabalho. Ao vê-la com todas aquelas peles, saindo de um automóvel como aquele, seu chefe deduz que ela não possui uma moral ilibada e a despede. Outros, no entanto, a tomam por amante de Ball e Mary vai parar em um hotel de luxo e depois vai a um restaurante, onde conhece o filho do banqueiro, que ali se empregara como garçom só para provar ao pai que sabia se arranjar sozinho. Novos mal-entendidos se sucedem, o que faz com que, inclusive, Ball perca sua toda fortuna. Mas, no final, tudo acaba bem.

## Elenco
| Ator/Atriz        | Personagem        |
| ----------------- | ----------------- |
| Jean Arthur       | Mary Smith        |
| Edward Arnold     | J. B. Ball        |
| Ray Milland       | John Ball Jr.     |
| Luis Alberni      | Louis Louis       |
| Mary Nash         | Sra. Jenny Ball   |
| Franklin Pangborn | Van Buren         |
| Barlowe Borland   | Sr. Gurney        |
| William Demarest  | Wallace Whistling |
| Esther Dale       | Lilian            |